# Szent János-kápolna (Esztergom)
A római katolikus Szent János-kápolna, hétköznapi nevén a Szentjánoskúti kápolna területileg a Szent György plébániához tartozó, helyi védelem alatt álló épület Esztergom Szentjánoskút nevű városrészén.

## Leírása
Egyszerű, szabadon álló, egyhajós épület. A kőkeretes kapuba lett vésve az építés éve, 1814. A kapu felett timpanon nyugszik, melyben egy szoborfülke található. A főhomlokzatot egy-egy lizéna tagolja. Oldalfalain egy-egy boltíves ablak található. Tornya fából készült. A kápolna mellett ered a Szent János-kút nevű forrás.

## Története
A környékbeli szőlősgazdák kezdeményezésére 1754-ben épül itt az első kápolna Keresztelő Szent János tiszteletére, amit 1790-ben elvitt az ár. A mait 1814-ben építették fel június 20 és július 10 között, mindössze 21 nap alatt. Szent János napján nagy ünnepségeket rendeztek a kápolnánál, ami körmenettel indult Szentgyörgymezőről. Június második vasárnapjától szeptember második vasárnapjáig hetente tartanak szentmisét a kápolnában. 2007 óta december 24-én karácsonyi szentmisét is tartanak. Fennállásának 200. évfordulójára tervezik a teljes külső és belső felújítást.
1802-ben a Szent János kút előtt Plank József (Joseph Blang) németajkú polgár egy szép vörösmárvány keresztet állíttatott, gondozására alapítványt is létrehozott. Felirata: „Felállíttatott 1802-ben Jozef Plank, kijavíttatott 1903 Michael Jaskovitz”.
2010–11-ben a kápolna kívülről teljesen megújult. 2011. szeptember 11-én Paskai László szentmisét tartott kápolnánál annak felújításának alkalmából.